# Anániv
Anániv (en ucraniano: Ананьїв) es una ciudad ucraniana perteneciente al óblast de Odesa. Situado en el suroeste del país, es parte del raión de Podilsk y del municipio (hromada) de homónimo.

## Toponimia
El nombre de la ciudad en ruso es Anániyev (en ruso: Ананьев), similar al nombre en otros idiomas con relevacia histórica en la ciudad (en yidis: אַנאַניעוו‎, romanizado: Ananiev; en rumano: Ananiev/Nani). Según la historiografía rumana, el antiguo nombre rumano de la ciudad es Nani, de donde provinieron más tarde los nombres ruso y ucraniano.

## Geografía
Anániv está cerca del río Tiligul, 148 km al norte de Odesa. 

## Historia
Anániv fue mencionada por primera vez en 1753 como la slobodá de Anani. Según la paz de Iasi de 1791, este territorio fue transferido al Imperio ruso. Anániv se convirtió en parte del virreinato de Voznesensk y, en 1803, en la gobernación de Jersón. En 1834 pasó a llamarse Anániv en honor a Ananías. 
Los judíos se establecieron en Anániv desde el siglo XIX. En 1820, la comunidad judía del pueblo poseía una sinagoga y un cementerio, que ya no existe (aunque se puede visitar el nuevo cementerio del siglo XX). En abril de 1887, una multitud atacó y destruyó 175 casas judías y 14 tiendas. En 1897, el 50% de la población del pueblo era judía. Durante 1919, dos pogromos en la ciudad resultaron en más de 40 judíos muertos.
Entre 1924 y 1940, el lugar era una parte de la República Autónoma Socialista Soviética de Moldavia, luego de disolución, se unió a la República Socialista Soviética de Ucrania. Anániv recibió el estatus de ciudad en 1941.
Bajo la ocupación rumana en la Segunda Guerra Mundial, más de 330 judíos de la ciudad fueron asesinados por el Einsatzgruppen 10b. En octubre de 1941, 300 de los 445 abandonaron la ciudad. Los judíos fueron asesinados en la cercana Mostove y el resto un mes después en Gvozdiovka. Hoy en día una de estas dos fosas comunes está abierta al público.
En 1990, 30 judíos vivían en Anániv. Anániv fue el cento del raión de Anániv hasta 2020, año en el que se hizo una reforma administrativa que redujo el número de raiónes del óblast de Odesa a siete, y la ciudad pasó a ser parte del raión de Podilsk.

## Demografía
La evolución de la población de Anániv entre 1939 y 2022 fue la siguiente:
| 16 684                                                        | 7978 | 9986 | 11 139 | 10 515 | 9476 | 9145 | 8331 | 7626 |
| (Fuente: Cities & Towns of Ukraine y UKRAINE: Größere Städte) |      |      |        |        |      |      |      |      |

Según el censo de 2001, el 87,8% de la población son ucranianos, el 9,4% son rusos y el resto de minorías son principalmente rumanos (2,1%). En cuanto al idioma, la lengua materna de la mayoría de los habitantes, el 87,88%, es el ucraniano; del 9,43% es el ruso; 2,08%, el rumano. En el censo de 1939, el 51,25% de la población era ucranianos; el 30,06%, judíos; el 10,41%, rusos y el 5,95%, rumanos.

## Infraestructura

### Arquitectura, monumentos y lugares de interés
En 1977, se inauguró en Anániv el museo de Historia y Arte local, que es una sucursal del museo de Arte de Odesa.

### Transporte
Anániv está a 15 km de la estación de tren de Zherebkove, conectado con Odesa realiza a través de las autopista P71.

## Galería

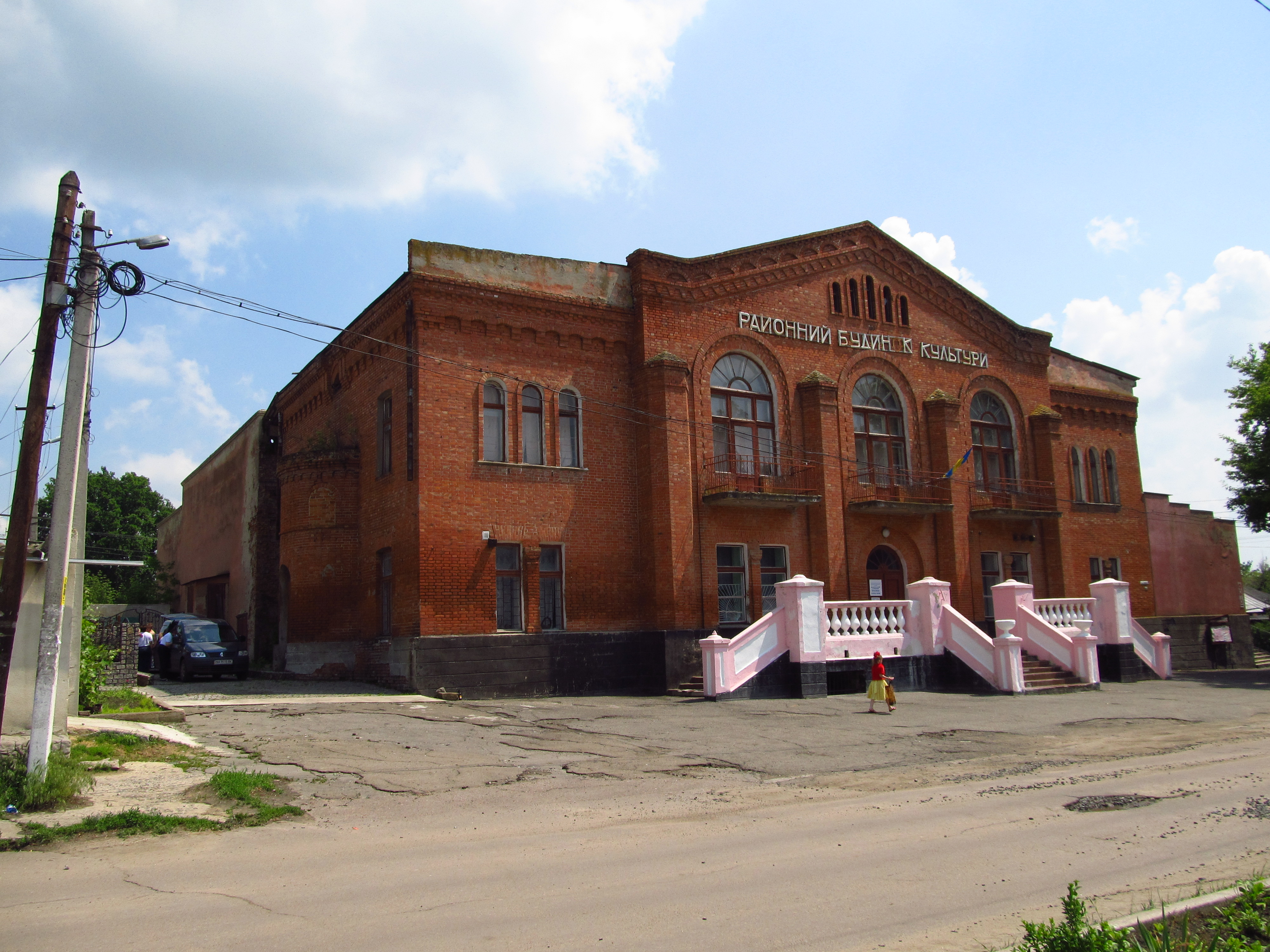
Casa de la Cultura de Anániv
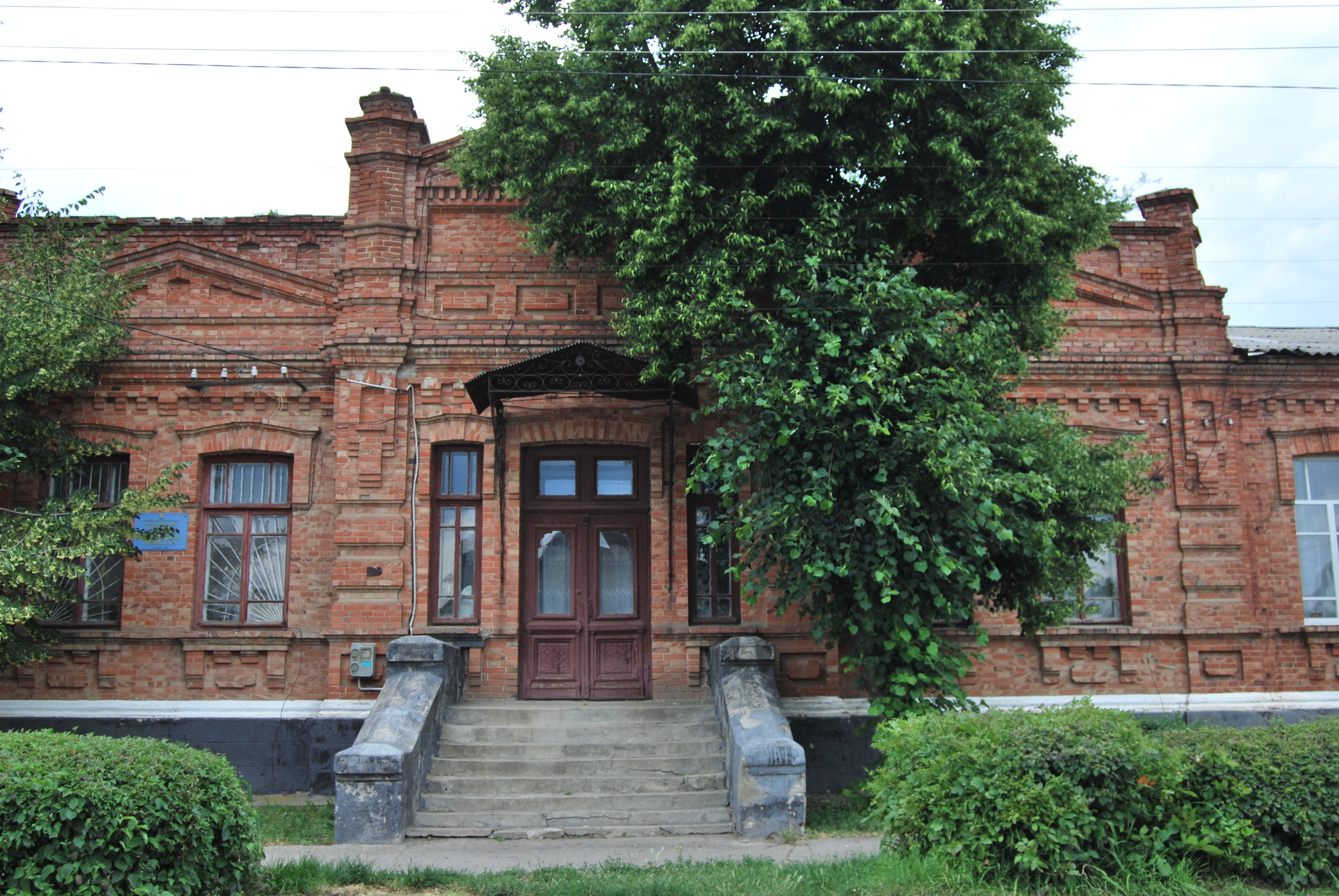
Edificio colegial
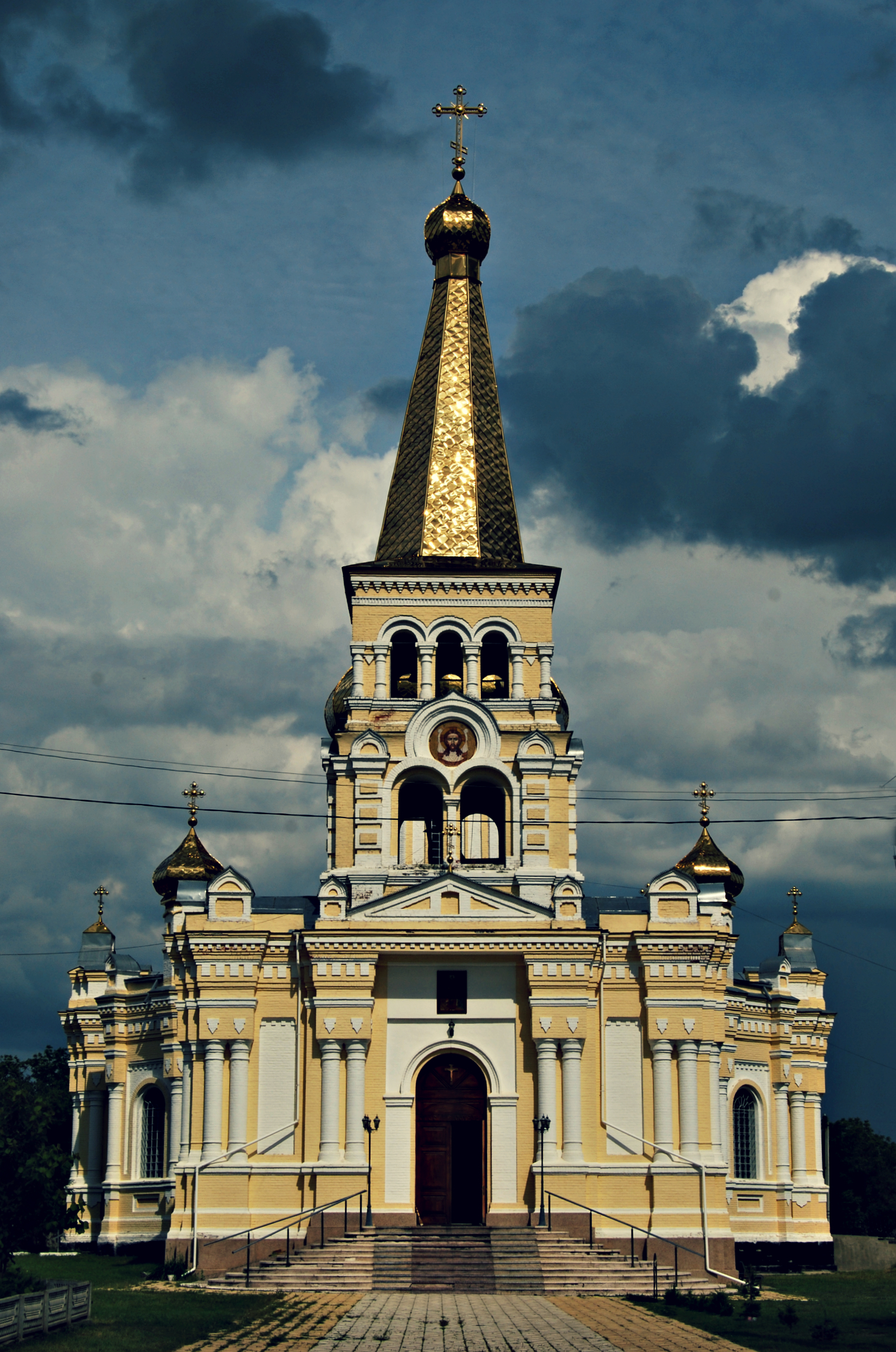
Fachada de la iglesia de Alejandro Nevski de Anániv
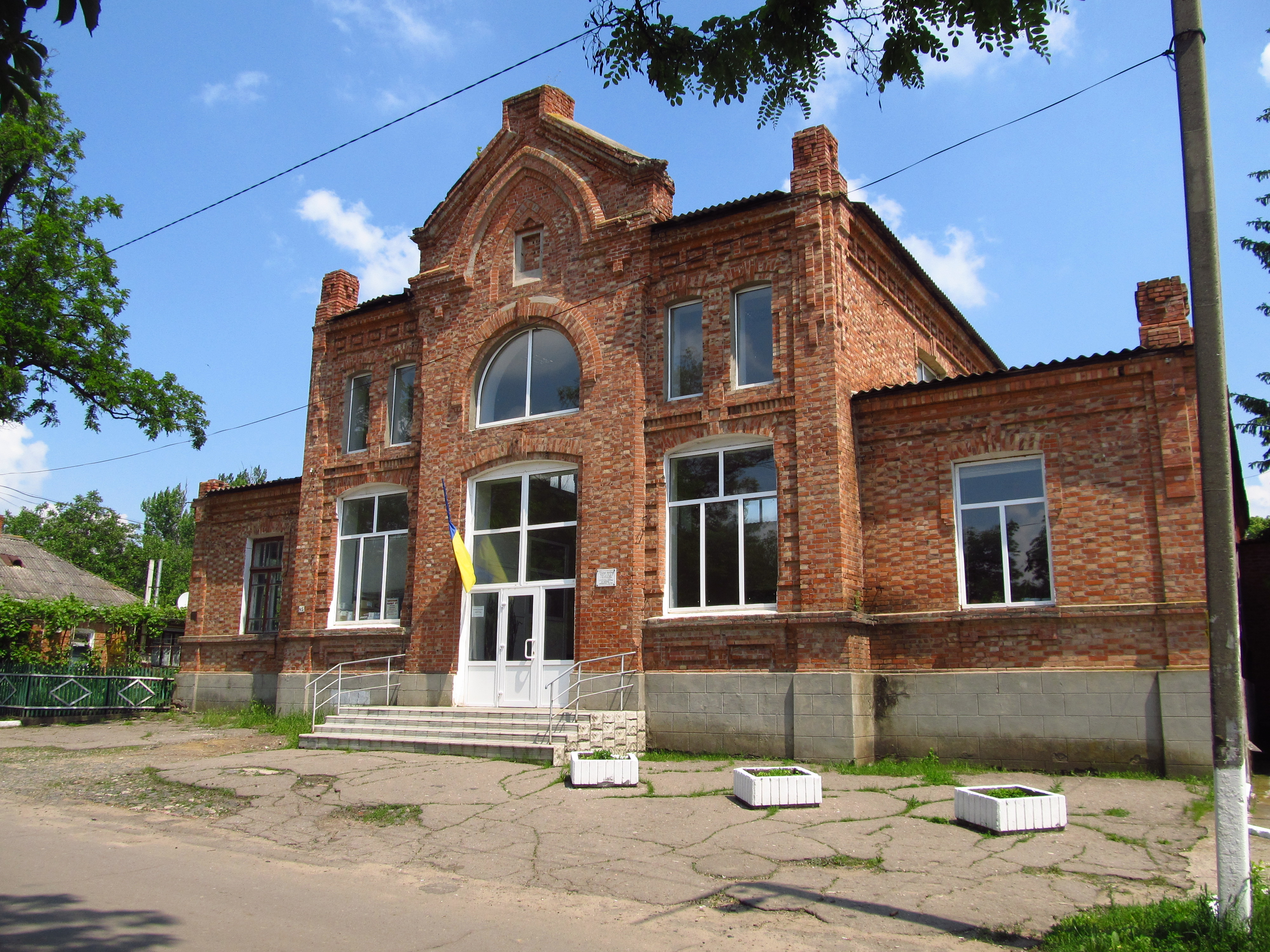
Hospital comarcal de Anániv